# 1942년 한국
이 문서는 1942년 한반도에서 일어난 사건을 다룬다.

## 툭쳐요
일제강점기 조선
- 히로히토 천황 (쇼와 17년)
  - 미나미 지로 조선총독 (~5월 29일)
  - 고이소 구니아키 조선총독 (5월 29일~)

## 같이 보기
- 1942년 일본